# Stammliste der Árpáden
Die Árpáden waren eine ursprünglich magyarische Fürstenfamilie, deren frühester ermittelbarer Ahnherr der Großfürst Álmos, der Vater von Árpád, der als Gründer von Ungarn und der Dynastie gilt, vermutlich noch von ungarischen Reiterhäuptlingen abstammt. Bis 1000 n. Chr. sind die Quellen nicht ganz sicher, sondern nur vermutbar. Die Árpáden regierten Ungarn von ca. 900, Kroatien und Dalmatien von 1102 sowie Rama von 1131 bis 1301 n. Chr., bis die Familie in männlicher Linie mit König Andreas III. erlosch. In Ungarn wurden die Árpáden zunächst durch die Přemysliden, aber als diese noch in derselben Generation erloschen, durch das Haus Anjou, einen Nebenzweig der Kapetinger, in Kroatien sogar direkt durch diese ersetzt. Die Árpáden haben heute keine Nachfahren in direkter männlicher Linie mehr, lediglich der schottische Drummond-Clan führt sich mit Unterstützung von Europäischen Stammtafeln auf György, einen Sohn von zweifelhafter Legitimität von Andreas I. zurück, der angeblich mit Edward Ætheling nach Schottland zurückkehrte. Doch dies ist sehr umstritten.
Diese Stammliste beinhaltet ausschließlich die männliche Linie, auch uneheliche Nachkommen werden nicht gezählt.

## Stammliste

### Die Großfürsten von Ungarn (Hauptzweig)
Álmos; * ca. 820, † 895; Großfürst der Magyaren
1. Árpád; * 845, † 907; ab 886 erster Großfürst von Ungarn
  1. Levente / Liyntika; * ?, † 907; Heerführer Árpáds
  2. Tarhos / Tarkacsu; * 872, † 928; ab 900 Großfürst von Ungarn
    1. Tevel; * 900, † 939; ungarischer Stammesfürst
      1. Tormás / Termacsu; * 935, † 975; ungarischer Stammesfürst
        1. Tar Szerénd / Zerind; * , † 971; ungarischer Stammesfürst
          1. Koppány; * 950, † 998 bei Veszprém; ungarischer Stammesfürst von Somogy und Thronprätendent

  3. Yllő; * ?, † ?; Heerführer seines Vaters
    1. Etzel (Észelő); * ?, † ?; ungarischer Stammesfürst

  4. Jutas; * ?, † ?; General des Vaters
    1. Fajsz / Falicsi, nach einigen Quellen auch ein Sohn Zoltáns; * ?, † ?; von 948 bis 955 Großfürst von Ungarn

  5. Zoltán; * ca. 896, † 950; 907 bis 946 Großfürst von Ungarn
    1. Taksony; * 931, † 970/973; 955 bis 971 Großfürst von Ungarn
      1. Géza; * ca. 940, † 1. Februar 997; ab 971 Großfürst von Ungarn; 
⚭ I) vor 972, geschieden nach 975 Sarolt, Tochter von Gyula II., Herzog von Transsylvanien, 
⚭ II) 985 Adelheid, Schwester von Mieszko I., Herzog der Polanen
        1. (I) Judith; * ?, † nach 988; ⚭ Boleslaw I. Chobry, Herzog, später erster König von Polen
        2. (I) Margarethe; * ?, † nach 988; ⚭ Gawril Radomir, Zar von Bulgarien
        3. (I) hl. Stephan I. (I. Szent István) geborener Vajk; von 997 bis 1000 letzter Großfürst von Ungarn (als Vajk), ab 1000 erster König von Ungarn (als Stephan I.); 969 bei Esztergom, † 15. August 1038; ⚭ hl. Gisela von Bayern, Tochter von Heinrich II. dem Zänker, Herzog von Bayern, König von Italien, König und Kaiser des HRR
          1. hl. Emmerich (Heiliger); * 1007, † 2. September 1031 bei einer Bärenjagd; Thronfolger von Ungarn
          2. Otto; * ?, † ?, aber früh; Prinz von Ungarn
          3. Agathe; * ?, † ?; ⚭ Eduard Ætheling, Thronfolger von England

        4. (I) Maria; * ?, † nach 988; ⚭ Ottone Orseolo, Doge von Venedig, Mutter von Peter Orseolo, König von Ungarn
        5. (I) Gisela; * ?, † ?; ⚭ Sámuel Aba, Paladin, später König von Ungarn

      2. Michael (Mihail / Mihály); * ?, † ca. 978; Herzog zwischen March (Fluss) und Esztergom; ⚭ Adelheid, Schwester von Mieszko I., Herzog von Polen
        1. Basil (Vazul / Vászoly / Wacilo); * Anfang 11. Jahrhundert, von seinem Vetter Stephan I. geblendet, † 1037; Herzog zwischen March und Gran, Fürst des Neutraer Fürstentums, Thronanwärter von Ungarn; 
⚭ I) Katun Anastasia von Bulgarien, Tochter von Samuil, Zar von Bulgarien, 
⚭ II) Katharina von Bulgarien, Tochter von Nikolaus, Prinz von Bulgarien
          1. (I) Nachkommen: Die weiteren Könige von Ungarn bis 1095 (Vazul- und Kálmán-Zweig) (siehe unten)

        2. Ladislaus der Kahle (Szár László); * ?, † 1029; Herzog zwischen March und Gran; ⚭ ca. 1000 Přemyslowna, Tochter von Wladimir I. Swjatoslawitsch der Grosse, der Heilige oder der Apostelgleiche, Großfürst von Kiew
          1. Bohuslaus (Bóhuszló); * ?, † ? Herzog zwischen March und Gran;
2. Szabolcs, möglicherweise auch Onkel, Neffe oder Vetter von Árpád; * ?, † ?; Großfürst von Ungarn

### Die Könige von Ungarn, Kroatien und Dalmatien bis 1131 (Vazul- und Kálmán-Zweig)
Basil (Vazul / Vászoly / Wacilo); * Anfang 11. Jahrhundert, von seinem Vetter Stephan I. geblendet, † 1037; Herzog zwischen March und Gran, Fürst des Neutraer Fürstentums, Thronanwärter von Ungarn; 
⚭ I) Katun Anastasia von Bulgarien, Tochter von Samuil, Zar von Bulgarien, 
⚭ II) Katharina von Bulgarien, Tochter von Nikolaus, Prinz von Bulgarien
1. (I) Andreas I. der Katholische (I. Katolikus András) geborener Endre; * 1015, † 1060; König von Ungarn: 1047 bis 1060
⚭ I) ungarische Heidin, 
⚭ II) Anastasia von Kiew, Tochter von Jaroslaw I. Wladimirowitsch; Großfürst von Kiew (Jaroslaw der Weise)
  1. (I) Georg (György / George); * ? in Ungarn, † ? in Schottland; Prinz von Ungarn, Clanchief des Clans Drummond
    1. Moritz (Maurice / Móric); * ?, † ?, Clanchief des Drummond-Clans, Prinz von Ungarn
      1. Nachkommen: (?) Der schottische Drummond-Clan

  2. (II) Salomon (Salamon); * 1053, † 1087; von 1060 bis 1063 ungarischer Gegenkönig zu Béla I., König von Ungarn: 1063 bis 1074
⚭ I) 1063 Judith von Ungarn, Tochter von Heinrich III., Herzog von Bayern, Schwaben und Kärnten, Markgraf von Verona, König von Burgund sowie König und Kaiser des HRR, 
⚭ II) 1084/1085 Tochter von Kuteszk, Fürst eines Stammes der Petschenegen
    1. Agnes / Sophie; * 1088, † 1100

  3. (II) David (Dávid); * 1053/1055, † 1094; Prinz von Ungarn
  4. (II) Adelheid; * 1040, † 1062 ⚭ Vratislav II., König von Böhmen und Markgraf von Lausitz
2. (I) Béla I. der Stier (I. Bajnok Béla) geborener Adalbert; * 1016, † 11. September 1063; König von Ungarn ab 1060 nach einer Revolte gegen seinen Bruder mit Gegenkönig; 
⚭ I) Ryksa von Polen, Tochter des Mieszko II. Lambert, König und Herzog von Polen, 
⚭ II) Tuta von Formbach, Tochter von Heinrich I., Graf von Formbach
  1. (I) Géza I. geborener Magnus; * 1048, † 25. April 1077; König von Ungarn: 1074 bis 1077 
⚭ I) Sophie von Looz, Tochter von Giselbert, Graf von Looz, 
⚭ II) Synadene von Byzanz, Tochter von Theodulos Synadenos
    1. Tochter; * ?, † ?; Mutter eines Thronprätendenten Ivan
    2. (I) Koloman der Buchkundige (Könyves Kálmán / Koloman); * 1074, † 3. Februar 1116; Bischof von Grosswardein, König von Ungarn (als Kálmán): 1095 bis 1116, König von Kroatien und Dalmatien (als Koloman): 1102 bis 1116
⚭ I) Felizia von Sizilien, Tochter von Roger I., König von Sizilien und Graf von Apulien, 
⚭ II) Euphemia von Kiew, Tochter von Wladimir II., Großfürst von Kiew (Wladimir Wsewolodowitsch Monomach)
      1. (I) Sophie; * ?, † ?; ⚭ Saul, Gespan von Bihar; Mutter des Thronprätendenten Saul
      2. (I) Stephan II. (II. István / Stjepan III.); * 1101, † 1. März 1131; König von Ungarn (als Stephan II.), Kroatien und Dalmatien (als Stephan III.): 1116 bis 1131; ⚭ Christiane von Capua, Tochter von Robert I., Graf von Aversa und Fürst von Capua, II) Adelheid von Riedenburg, Tochter von Stefan II. von Riedenburg, Baron, später Burggraf von Regensburg
      3. (I) Ladislaus; * 1101, † 1112; Prinz von Ungarn
      4. (I) Tochter; * ?, † ?; ⚭ Wladimirko Wolodarowitsch, Fürst von Halytsch
      5. (II) Boris Konrad Kolomannos (Bórisz); * ca. 1114, † 1153/1154 im Kampf gegen die Petschenegen; Thronprätendent von Ungarn, Gegenkönig zu Stephan II., Béla II. und Géza II., Panhypersebastos von Byzanz; ⚭ Anna Dukraina, (?) Tochter von Johannes Dukas, Prinz von Byzanz
        1. Nachkommen: Die byzantinische Familie der Kolomannoi

    3. (I) Álmos (Álmoš); * 1074/1075, 1113 von seinem Bruder Koloman geblendet, † 1127/1129; von 1084 bis 1091 Herzog von Kroatien, von 1091 bis 1095 König von Ostkroatien (Slawonien), 1095 Thronfolger von Ungarn, von 1095 bis 1108 letzter Fürst des Neutraer Fürstentums; ⚭ 1104 Predslawa, Tochter von Swjatopolk II. Isjaslawitsch, Großfürst von Kiew
      1. Nachkommen: Die weiteren Könige von Ungarn, Kroatien, Dalmatien sowie die Könige von Rama bis 1205 (Álmos- und Imre-Zweig) (siehe unten)

    4. (II) Tochter; * ?, † ?;

  2. (I) hl. Ladislaus I. der Heilige (I. Szent László); * 1048, † 20. Juni 1095; König von Ungarn: 1077 bis 1095; ⚭ Adelheid von Schwaben, Tochter von Rudolf von Rheinfelden, Herzog von Schwaben und römisch-deutscher Gegenkönig
    1. hl. Irene von Byzanz geborene Piroska von Ungarn; * 1088, † 13. August 1134; ⚭ 1104 Johannes II. Komnenos, Kaiser von Byzanz
    2. Tochter; * ?, † ?; ⚭ Jaroslaw, Fürst von Wolhynien

  3. (I) Maria; * ?, † ?; ⚭ Andronikos Dukas Mitka, Prinz von Byzanz
  4. (I) Helene (Ilona / Jelena die Schöne); * ?, † 1095; ⚭ Dmitar Zvonimir, König von Kroatien
  5. (I) Tochter, ⚭ Lambert, Graf von Hontpázmány
  6. (I) Euphemia von Ungarn * 1045/1055, † 2. April 1111), ⚭ Otto I., Fürst von Mähren
  7. (II) Lambert (Lampert); * ca. 1040, † 1095; Herzog in Südungarn
  8. (II) Sophia von Ungarn; * ca. 1050, † 18. Juni 1095), 
⚭ I) Ulrich I., Markgraf von Istrien und Krain sowie Graf von Weimar-Orlamünde, 
⚭ II) Magnus, Herzog von Sachsen
3. Levente; * ca. 1017, † 1046/1047; Prinz und Thronprätendent von Ungarn

### Die Könige von Ungarn, Kroatien, Dalmatien und Rama bis 1205 (Álmos- und Imre-Zweig)
Álmos (Álmoš); * 1074/1075, 1113 von seinem Bruder Koloman geblendet, † 1127/1129; von 1084 bis 1091 Herzog von Kroatien, von 1091 bis 1095 König von Ostkroatien (Slawonien), 1095 Thronfolger von Ungarn, von 1095 bis 1108 letzter Fürst des Neutraer Fürstentums; ⚭ 1104 Predslawa, Tochter von Swjatopolk II. (Kiew) Isjaslawitsch, Großfürst von Kiew
1. Adelheid; * 1105/1107, † 15. September 1140; ⚭ 1123 Soběslav I., Herzog von Böhmen
2. Béla II. der Blinde (II. Vak Béla / Bela I.); * 1110, 1113 von seinem Onkel Koloman geblendet, † 13. Februar 1141; König von Ungarn (als Béla II.), Kroatien, Dalmatien und Rama (als Béla I.): 28. April 1131 bis 1141; ⚭ Helena von Serbien (Ilona), Tochter von Uroš I. von Raszien, Groß-Župan (Gespan) von Serbien
  1. Elisabeth; * 1128, † 1155; ⚭ Mieszko III. der Alte, König von Polen
  2. Géza II. (Gejza I.); * 1130 in Polen, † 31. Mai 1162 in Ungarn; König von Ungarn (als Géza II.), Kroatien, Dalmatien und Rama (als Géza I.): 1141 bis 1162; ⚭ Euphrosina von Kiew, Tochter des Mstislaw I. Wladimirowitsch der Grosse, Großfürst von Kiew
    1. Elisabeth; * 1144/1145, † ca. 1190; ⚭ Friedrich (Bedřich), Herzog von Böhmen
    2. Stephan III. (III. István / Stjepan IV. / Stjepan I.); * 1147, † 4. März 1172, vermutlich vergiftet; König von Ungarn (als Stephan III.), Kroatien und Dalmatien (als Stephan IV.) und Rama (als Stephan I.): 1162 bis 1172, 1162 bis 1163 mit Gegenkönigen; 
⚭ I) 1167 Tochter von Jaroslaw Osmomsl, Fürst von Halytsch (1168 verstoßen, Ehe annulliert), 
⚭ II) 1168 Agnes von Österreich, Tochter von Heinrich II. (Österreich), Herzog von Österreich
      1. (II) Béla; */† 1168; Thronfolger von Ungarn
      2. (II) Sohn; */† 1172, † kurz nach der Geburt oder totgeboren; Thronfolger von Ungarn

    3. Béla III. (III. Béla / Bela II.), zunächst Name geändert in Alexios; * 1148, † 24. April 1196; König von Ungarn (als Béla III.), Kroatien, Dalmatien und Rama (als Béla II.): 1172 bis 1196
(verlobt) Maria Komnene (Montferrat), Tochter von Manuel I. Komnenos, Kaiser von Byzanz, 
⚭ Agnes de Châtillon, Tochter von Rainald von Châtillon (Renaud de Châtillon), Fürst von Antiochia und Herr von Hebron und Oultrejordain, 
(verlobt) Konstanze Komnene, (?) Tochter von Manuel I. Komnenos von Byzanz, IV) Margarete von Frankreich (1158–1197)(Marguerite Capet), Tochter des Ludwig VII. (Frankreich) der Jüngere, König von Frankreich
      1. Emmerich (Imre / Emerik); * 1174, † 30. November 1204; König von Ungarn, Kroatien, Dalmatien und Rama: 1196 bis 1204
(verlobt) 1182 Agnes von Hohenstaufen, Tochter von Friedrich I. Barbarossa, Herzog von Schwaben sowie König und Kaiser des HRR, 
⚭ Konstanze von Aragón, Tochter von Alfons II. (Aragón) der Keusche, König von Aragon und Graf von Provence
        1. Ladislaus III. das Kind (III. Gyermek László / Ladislav II.); * 1199/1201, † 7. Mai 1205 im Wiener Exil

      2. Margarethe; * 1175, † ca. 1235; ⚭ Isaak II. Angelos, Kaiser von Byzanz
      3. Andreas II. der Jerusalemer / Hierosolymitaner (II. Jeruzsálemi András / Andrija I.); * 1177, † 21. September 1235 in Ofen (Buda); 1188 bis 1189 König von Galizien nach Vertreibung des ansässigen Fürsten Wladimir Jaroslawitsch von Halytsch, der sein Gebiet noch im nächsten Jahr zurückerobert, erneut König von Galizien von 1208 bis 1209 nach Vertreibung des neuen Fürsten Roman Igorowitsch, dessen Gebiet jedoch kurz darauf von seinem Bruder Wladimir Igorowitsch zurückerobert wird, ab 1196 selbsternannter ungarischer Gegenkönig, König von Ungarn (als Andreas II.), Kroatien, Dalmatien und Rama (als Andreas I.): 1205 bis 1235
⚭ I) Gertrud von Andechs-Meran, Tochter des Berthold IV., Graf von Andechs und Herzog von Meranien, 
⚭ II) Jolante von Courtenay, Tochter von Peter, Lateinischer Kaiser in Konstantinopel und Graf von Courtenay, 
⚭ III) Beatrix von Este, Tochter des Aldobrandini I., Markgraf von Este
        1. (I/II/III) Nachkommen: Die letzten Könige von Ungarn, Kroatien, Dalmatien und Rama aus der Dynastie bis 1301 (András II.-Zweig) (siehe unten)

      4. (II) Salomon; * ?, † ?, aber jung; Prinz von Ungarn
      5. (II) Stephan; * ?, † ?, aber jung; Prinz von Ungarn
      6. (II) Konstanze von Ungarn; * 1180, † 1240; 
(verlobt) Konrad von Hohenstaufen (Herzog Friedrich VI. (Schwaben) von Schwaben, 
⚭ Ottokar I. Přemysl, König von Böhmen

    4. Géza (Gejza), Name zunächst geändert in Johannes; * ca. 1150, † ca. 1190 im heiligen Land; Thronprätendent von Ungarn, deshalb von seinem Bruder Béla gefangen genommen, 1189 nach seiner Freilassung Dritter Kreuzzugs-Teilnehmer, ⚭ byzanthinische Frau
    5. Árpád (Arjpad); * ?, † ?, aber jung; Prinz von Ungarn
    6. Adela; * 1156, † 1199; ⚭ Svatopluk, Prinz von Böhmen
    7. Helene; * ca. 1158, † 25. Mai 1199; ⚭ Leopold V., Herzog von Österreich und Steiermark
    8. Margarethe; * 1162, † ?; 
⚭ I) Isaak Makrodukas, 
⚭ II) Andreas, Gespan von Somogy

  3. Ladislaus II. (II. László / Ladislav I.); * 1131, † 14. Januar 1163; ab 1162 ungarischer (als Ladislaus II.) und kroatischer Gegenkönig (als Ladislaus I.) zu Stephan III.; ⚭ unbekannte Frau
    1. Maria; * ?, † ?; ⚭ Niccolò Michelli der Vitale, Doge von Venedig

  4. Stephan IV. (IV. István / Stjepan V. / Stjepan II.); * 1133, † 11. April 1165, von seinen Gefolgsleuten in der Zimonyer (Zemuner) Burg vergiftet; ungarischer Thronprätendent seit 1155, 1162 bis 1163 Herzog in Ungarn, 1163 ungarischer (als Stephan IV.) und kroatischer Gegenkönig (als Stephan V./II.) zu Stephan III.; ⚭ Maria Komnene von Byzanz, Tochter von Isaak Komnenos, Prinz von Byzanz
  5. Álmos; * 1134, † 1138; Prinz von Ungarn
  6. Sophia; * ca. 1135, † ? als Nonne im Kloster Admont; (verlobt) Konrad II., römisch-deutscher König
  7. Gertrud; * ?, † 1156; ⚭ ca. 1150 Mieszko III. der Alte, Seniorherzog von Polen
3. Hedwig / Sophia; * ?, † ?; ⚭ 1132 Adalbert der Siegreiche, Herzog von Österreich

### Die letzten Könige von Ungarn, Kroatien, Dalmatien und Rama aus der Dynastie bis 1301 (András II.-Zweig)
Andreas I(I). der Jerusalemer / Hierosolymitaner (II. Jeruzsálemi András / Andrija I. / Andrej I. Beljitsch); * 1177, † 21. September 1235 in Ofen; 1188 bis 1189 König von Galizien (als Andreas I.) nach Vertreibung des ansässigen Fürsten Wladimir Jaroslawitsch von Halytsch, der sein Gebiet noch im nächsten Jahr zurückerobert, erneut König von Galizien von 1208 bis 1209 (wieder als Andreas I.) nach Vertreibung des neuen Fürsten Roman Igorowitsch, dessen Gebiet jedoch kurz darauf von seinem Bruder Wladimir Igorowitsch zurückerobert wird, ab 1196 selbsternannter ungarischer Gegenkönig, ab 1205 König von Ungarn (als Andreas II.), Kroatien, Dalmatien und Rama (als Andreas I.); 
⚭ I) Gertrud von Andechs-Meran, Tochter des Berthold IV., Graf von Andechs und Herzog von Meranien, 
⚭ II) Jolante Courtenay, Tochter von Peter von Courtenay, Kaiser des lateinischen Kaiserreichs von Byzanz, 
⚭ III) Beatrix von Este, Tochter des Aldobrandini I., Markgraf von Este
1. (I) Anna Maria; * ca. 1204, † 1237; ⚭ Iwan Assen II., Zar von Bulgarien
2. (I) hl. Béla IV. (IV. Béla / Bela III.); * November 1206; † 3. Mai 1270 auf der Margareteninsel; König von Ungarn (als Béla IV.), Kroatien, Dalmatien und Rama (als Béla III.): 1235 bis 1270, Herzog der Steiermark von 1254 bis 1258; ⚭ Maria Laskaris von Nicäa, Tochter von Theodor I. Laskaris, Kaiser von Nikaia
  1. Margarethe; * ca. 1220, † 20. April 1242; ⚭ Wilhelm von Saint-Omer
  2. hl. Kunigunde / Kinga von Polen; * 5. März 1224, † 24. Juli 1292; ⚭ Bolesław V. der Keusche, Herzog von Polen, seit 7. Dezember 1279 Clarissin im Kloster von Nowy Sącz
  3. Anna; * ca. 1225, † nach 1270; ⚭ Rostislaw Michailowitsch, Fürst von Halytsch, Chernikow und Nowgorod und Ban von Slawonien
  4. Elisabeth; * 1236, † 24. Oktober 1271; ⚭ Heinrich XIII., Herzog von Niederbayern und Pfalzgraf beim Rhein
  5. Konstanze; * ca. 1235, † nach 1252; ⚭ Leo I., König von Halytsch-Wolhynien
  6. sl. Jolante / Yolanda; * 1235, † 1298; ⚭ Bolesław VI. der Fromme, Herzog von Grosspolen, ab 14. April 1279 Äbtissin im Clarissinenkloster von Nowy Sącz
  7. Stephan V. (V. István / Stjepan VI. / Stjepan III.); * ca. 15. Oktober 1239 in Ofen, † 6. August 1272 auf Csepel (Insel); König von Ungarn (als Stephan V.), Kroatien und Dalmatien (als Stephan VI.) und von Rama (als Stephan III.): 1270 bis 1272; ⚭ Elisabeth, Tochter von Kőten, kumanischer Stammesfürst
    1. Elisabeth; * 1255, † 1313/1326; 
⚭ I) Zawisch von Falkenstein, 
⚭ II) Stefan Uroš II. Milutin, König von Raszien und Serbien
    2. Katharina; * ca. 1255, † ca. 1315; ⚭ Stefan Dragutin, König von Raszien und Serbien
    3. Maria; * nach 1257, † 25. März 1323; ⚭ Karl II., der Lahme, König von Neapel und Albanien, Fürst von Tarent und Achaia sowie Graf von Anjou, Maine und der Provence
    4. Anna; * ca. 1260, † 1281; ⚭ Andronikos II. Palaiologos, Kaiser von Byzanz
    5. Ladislaus IV. der Kumane (IV. Kun László / Ladislav III.); * 1262, † 10. Juli 1290 in Kőrősszeg, von Kumanen ermordet; König von Ungarn (als Ladislaus IV.), Kroatien, Dalmatien und Rama (als Ladislaus III.): 1272 bis 1290, 1274 bis 1275 mit Gegenkönig; ⚭ Isabella (Elisabeth von Sizilien), Tochter von Karl I., König von Sizilien, Neapel und Albanien, Fürst von Tarent und Achaia sowie Graf von Anjou, Maine und der Provence
    6. Andreas; * 1268, † 1278; Herzog von Slawonien, 1274 bis 1275 von Heinrich Kőszegi als Gegenkönig zu Ladislaus IV. (seinem Bruder) eingesetzt

  8. hl. Margareta von Ungarn; * 27. Januar 1242, † 18. Januar 1271; Dominikanerin im Kloster zu Veszprém
  9. Béla (Bela); * ca. 1243, † 1269, getötet von Heinrich Kőszegi; Herzog von Macsó, Bosnien und Slawonien, sowie Herzog in Kroatien, Dalmatien und Rama; ⚭ Kunigunde von Brandenburg, Tochter von Otto III., Markgraf von Brandenburg
3. (I) hl. Elisabeth von Thüringen; * 1207, † 10. November 1231; ⚭ (hl.) Ludwig IV. der Heilige, Landgraf von Thüringen, (Landgref von Hessen)
4. (I) Koloman von Galizien (Kálmán / Koloman / Kolewman Andrejewitsch); * 1208, † 1241; 1214 bis 1215 Fürst von Halytsch, 1215 bis 1221 erster König von Galizien und Lodomerien (Halytsch-Wolhynien) nach Vertreibung ⚭ Salome von Polen, Tochter von Leszek I. dem Weissen, Herzog von Polen
5. (I) Andreas von Galizien (András / Andrej II. Andrejewitsch); * ca. 1210, † 1234; 1221 bis 1234 Fürst von Halytsch-Wolhynien als Nachfolger seines Bruders; ⚭ 1221 Maria / Helene von Nowgorod, Tochter von Mstislaw III., Fürst von Nowgorod
6. (II) hl. Jolante / Yolanda von Ungarn; * 1219, † 9. Oktober 1251 in Huesca; ⚭ Jakob I. der Eroberer, König von Aragon
7. (III) Stephan Posthumus von Ungarn (István / Stjepan / Stefano); * 1236, † 10. April 1271; Herzog von Slawonien; 
⚭ I) Elisabeth Traversara, Tochter eines venezianischen Adligen, 
⚭ II) Katharina Thomasina Morosini, auch Tochter eines venezianischen Adligen
  1. (II) Andreas III. der Venezianer (Andrea / III. Velencei András / Andrija II.); * 1265 in Italien, † 14. Januar 1301; König von Ungarn (als Andreas III.), Kroatien, Dalmatien und Rama (als Andreas II.): 1290 bis 1301
⚭ I) Fenena von Kujawien, Tochter von Siemomysław, Herzog von Kujawien, 
⚭ II) 13. Februar 1296 Agnes von Ungarn, Tochter von Albrecht I., römisch-deutscher König und Herzog von Österreich und der Steiermark
    1. (I) Elisabeth von Ungarn; * 1292, † 6. Mai 1338 in Töss in der Schweiz